# تالناخ

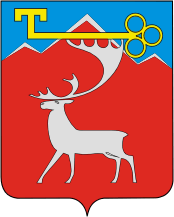
نشان شهر

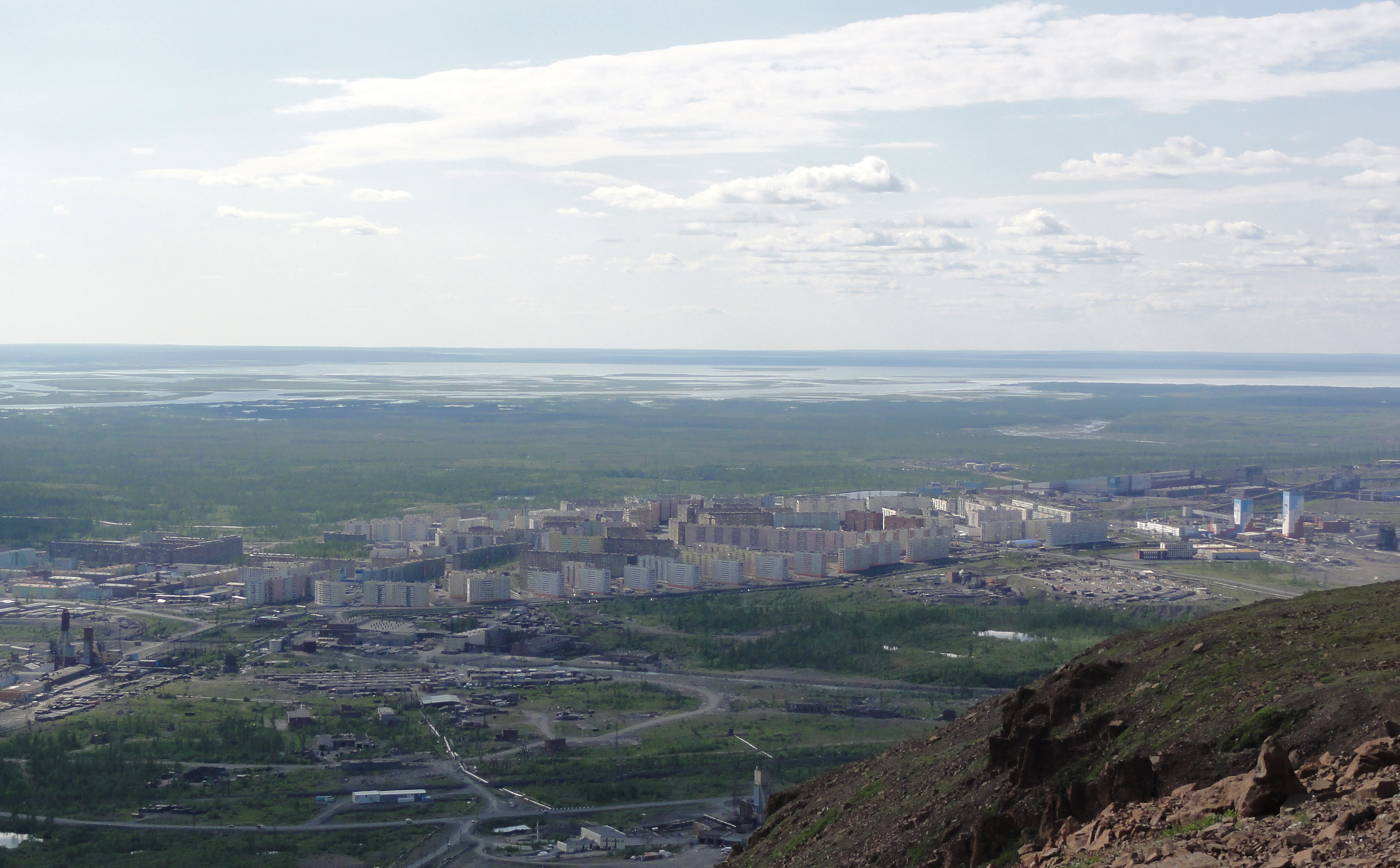

تالناخ (روسی: Талнах) شهر کوچکی در ۲۵ کیلومتری شمال شهر نوریلسک در پای کوه پوتورانا در شبه‌جزیره تایمیر روسیه بود. در سال ۲۰۰۵ این شهر بخشی از نوریلسک شد.
| جمعیت در دوره‌های مختلف |       |        |        |        |        |        |        |
| سال                    | ۱۹۷۰  | ۱۹۷۹   | ۱۹۸۹   | ۲۰۰۲   | ۲۰۰۵   | ۲۰۰۶   | ۲۰۱۰   |
| جمعیت                  | ۹٬۳۰۰ | ۳۳٬۴۰۰ | ۶۲٬۸۴۹ | ۵۸٬۶۵۴ | ۵۸٬۲۰۰ | ۵۶٬۰۰۰ | ۴۷٬۰۰۰ |